# Coefficients de Lamé
En mécanique des milieux continus, et plus précisément en élasticité linéaire, les coefficients de Lamé sont les deux coefficients suivants :
- {\displaystyle \lambda }, ou premier coefficient de Lamé ;
- {\displaystyle \mu }, le module de cisaillement, aussi appelé second coefficient de Lamé. Ce coefficient est aussi parfois noté {\displaystyle G}.

Ces deux coefficients sont homogènes à une contrainte et ont donc pour unité le pascal (Pa) ou newton par mètre carré (N/m²). Ils portent le nom de Gabriel Lamé.
Dans un matériau homogène, isotrope, satisfaisant la loi de Hooke en {\displaystyle 3} dimensions, soit: {\displaystyle {\boldsymbol {\sigma }}=2\mu {\boldsymbol {\varepsilon }}+\lambda \operatorname {tr} ({\boldsymbol {\varepsilon }}){\boldsymbol {I}}_{3},}où {\displaystyle {\boldsymbol {\sigma }}} est le tenseur des contraintes, {\displaystyle {\boldsymbol {\varepsilon }}} le tenseur des déformations, {\displaystyle {\boldsymbol {I}}_{3}} le tenseur identité et {\displaystyle \operatorname {tr} (\cdot )} la trace (voir aussi notation de Voigt). Le premier paramètre {\displaystyle \lambda } n'a pas d'interprétation physique, mais il sert à simplifier la matrice de raideur dans la loi de Hooke ci-dessus. Les deux paramètres constituent un paramétrage des modules élastiques pour les matériaux homogènes isotropes, et sont donc liés aux autres modules. Selon les cas, on pourra choisir un autre paramétrage.
En particulier, les coefficients de Lamé s'expriment en fonction du module de Young {\displaystyle E} et du coefficient de Poisson {\displaystyle \nu } :{\displaystyle \lambda ={\frac {E\nu }{(1+\nu )(1-2\nu )}},\quad \mu ={\frac {E}{2(1+\nu )}}.}Et inversement : {\displaystyle \nu ={\frac {\lambda }{2(\lambda +\mu )}},\quad {\frac {1}{E}}={\frac {\lambda +\mu }{\mu (3\lambda +2\mu )}}.}

## Sources
- F. Kang, S. Zhong-Ci, Mathematical Theory of Elastic Structures, Springer New York,  (ISBN 0-387-51326-4), (1981)
- G. Mavko, T. Mukerji, J. Dvorkin. The Rock Physics Handbook. Cambridge University Press 2003 (paperback).  (ISBN 0-521-54344-4)